# Carl Hensel
Carl Hensel († nach 1859) war ein deutscher Schuldirektor und Chefredakteur in Posen.

## Leben
Carl Hensel wurde Lehrer in Posen in Preußen, unter anderem für deutsche Literatur. Am 9. April 1848 übernahm er die verantwortliche Redaktion der Zeitung des Großherzogtums Posen, die bald in Posener Zeitung umbenannt wurde. Er war auch Direktor einer Schule in Posen.
Carl Hensel war mit Bertha Henriette Wilhelmine von Kloeden (* 1820), einer Tochter von Gottlieb Georg Wilhelm von Kloeden, verheiratet.

## Schriften (Auswahl)
Carl Hensel veröffentlichte einige Bücher.
- Handbuch zum Uebertragen aus dem Deutschen in das Polnische; für den Gebrauch in höheren Unterrichts-Anstalten und zur Selbstübung, Posen 1852, mit J. Wolinski
- Genealogie des Königshauses der Hohenzollern, Posen 1854
- Eliza und ihr Bramin,  Posen 1856

- Literaturgeschichtliches Lesebuch für höhere Töchterschulen; mit Ausführungen und Andeutungen zu vielfacher Benutzung des Lesestoffes; oberste Stufe. Heft 1. Sprach- und Stilproben von der frühesten Zeit bis auf Lessing, Hannover Meyer 1858
- Literaturgeschichtliches Lesebuch für Real-, höhere Bürger- und höhere Töchterschulen mit Ausführungen und Andeutungen zu vielfacher Benutzung des Lesestoffes. Oberste Stufe. Heft 2. Wieland, Herder und Schiller, Hannover Meyer 1858
- Literaturgeschichtliches Lesebuch für Real-, höhere Bürger- und höhere Töchterschulen sowie zum Privatgebrauch mit Ausführungen und Andeutungen zu vielfacher Benutzung des Lesestoffes. Oberste Stufe. Heft 3. Goethe, Jean Paul und Tieck, Hannover Meyer 1859